# Claus Josef Riedel

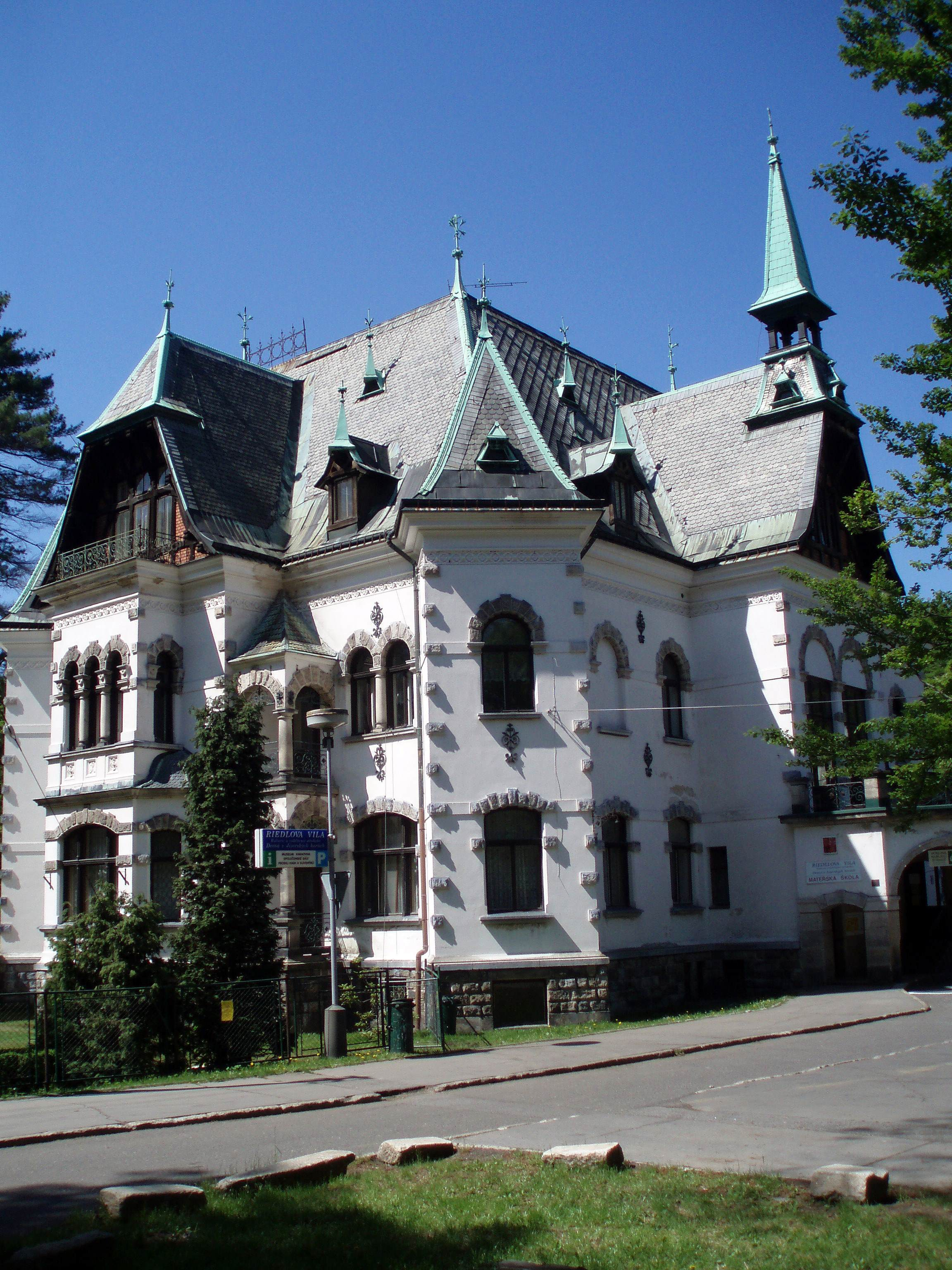
Riedelvilla in Desná, 2007

Claus Josef Riedel (* 19. Februar 1925 in Polaun, Tschechoslowakei; † 17. März 2004 in Genua) war ein Unternehmer und Glasdesigner.

## Familie
Claus Josef Riedel war ein Sohn von Walter Riedel (1895–1974), der bis 1945 Präsident des Arbeitgeberverbandes der tschechoslowakischen Glasindustrie war. Sein Großvater war der Unternehmer Josef Anton Riedel (1862–1924), der Urgroßvater Josef Riedel (1816–1894) war Inhaber zahlreicher Glashütten im Isergebirge und wurde der „Glaskönig des Isergebirges“ genannt.

## Leben
Als Angehöriger der Deutschen Wehrmacht im Zweiten Weltkrieg in Italien in Kriegsgefangenschaft geraten, soll es Claus Josef Riedel im März 1946 gelungen sein, in Tirol einen Gefangenentransport zu verlassen. Mit Unterstützung des dort ansässigen und ebenfalls aus Nordböhmen stammenden Daniel Swarovski aus der Glasmacherfamilie der Swarowski fasste er Fuß im angestammten Gewerbe der Glasproduktion. Seine Familie der Großindustriellen Riedel in Nordböhmen war 1945/1946 während der Vertreibung der Deutschen aus der Tschechoslowakei enteignet worden. Von 1947 bis 1950 studierte er an der Universität in Innsbruck Chemie.
Zusammen mit seinem 1955 aus sowjetischer Kriegsgefangenschaft zurückgekehrten Vater Walter Riedel kaufte Claus Josef Riedel 1956 eine Glashütte in Kufstein und gründete dort das Unternehmen Riedel Glas als Glasmanufaktur. 1969 kam ein weiteres Unternehmen in Schneegattern hinzu. 1965 wurde ihm der Berufstitel Professor zuerkannt.
Claus Josef Riedel entwarf als Designer entgegen dem Trend der Zeit, der schwere, verzierte und geschliffene Gläser bevorzugte, dünnwandige, großvolumige und langstielige Weingläser, die dem Charakter des entsprechenden Weins angepasst waren. Ab den 1960er-Jahren entstand so die Sommeliers-Reihe, mundgeblasene und handgefertigte Gourmet-Weingläser. Er erhielt für seine Entwürfe zahlreiche internationale Preise und Auszeichnungen.
Sein Sohn Georg Josef Riedel führt seit seinem Tod im Jahr 2004 in Genua das Riedel’sche Unternehmen.